# هایدن (کلرادو)
هایدن (به انگلیسی: Hayden) شهری در ایالت کلرادو کشور ایالات متحده آمریکا است که جمعیت آن در سرشماری سال ۲۰۱۰ میلادی، ۱٬۸۱۰ نفر بوده‌است.